# Castello Dentice di Frasso (San Vito dei Normanni)
Das Castello Dentice di Frasso ist eine mittelalterliche Burg in der Gemeinde San Vito dei Normanni in der italienischen Region Apulien.

## Geschichte
Der erste Bauabschnitt war der Turm, den, wie man glaubt, der Normanne Bohemund von Tarent bauen ließ, der im 12. Jahrhundert gegen seinen Bruder Ruggero die Herrschaft über Apulien behauptete.
Um den Turm herum bildete sich das „Borgo“ von San Vito dei Normanni, das früher wegen der Ansiedlung von Angehörigen slawischer Völkerstämme „San Vito degli Schiavoni“ hieß. Damals war die Gegend von San Vito reich an Wald und Waldtieren und aus diesem Grund denkt man, dass der Turm ursprünglich ein Jagdschloss war.
Die ersten Lehensherren, die in der Burg wohnten, waren bis ins 15. Jahrhundert die Angehörigen der Familie Sambiase, danach die Del Balzo-Orsinis, dann Friedrich I. von Aragona, Herr von Altamura und San Vito, auf den im 16. Jahrhundert die Palaganos und im 17. Jahrhundert der Herr von Avetrana, Giovanni Antonio Albrizio, folgten. Weiter im Laufe dieses Jahrhunderts wurde das Lehen von San Vito Eigentum des Barons Ottavio Serra, danach von Giuseppe Belprato Marchese und schließlich durch eine Einheirat von Maria Francesca Carracciolo in die Familie Dentice di Frasso das Eigentum ebendieser Familie, der die Burg heute noch gehört.

## Beschreibung

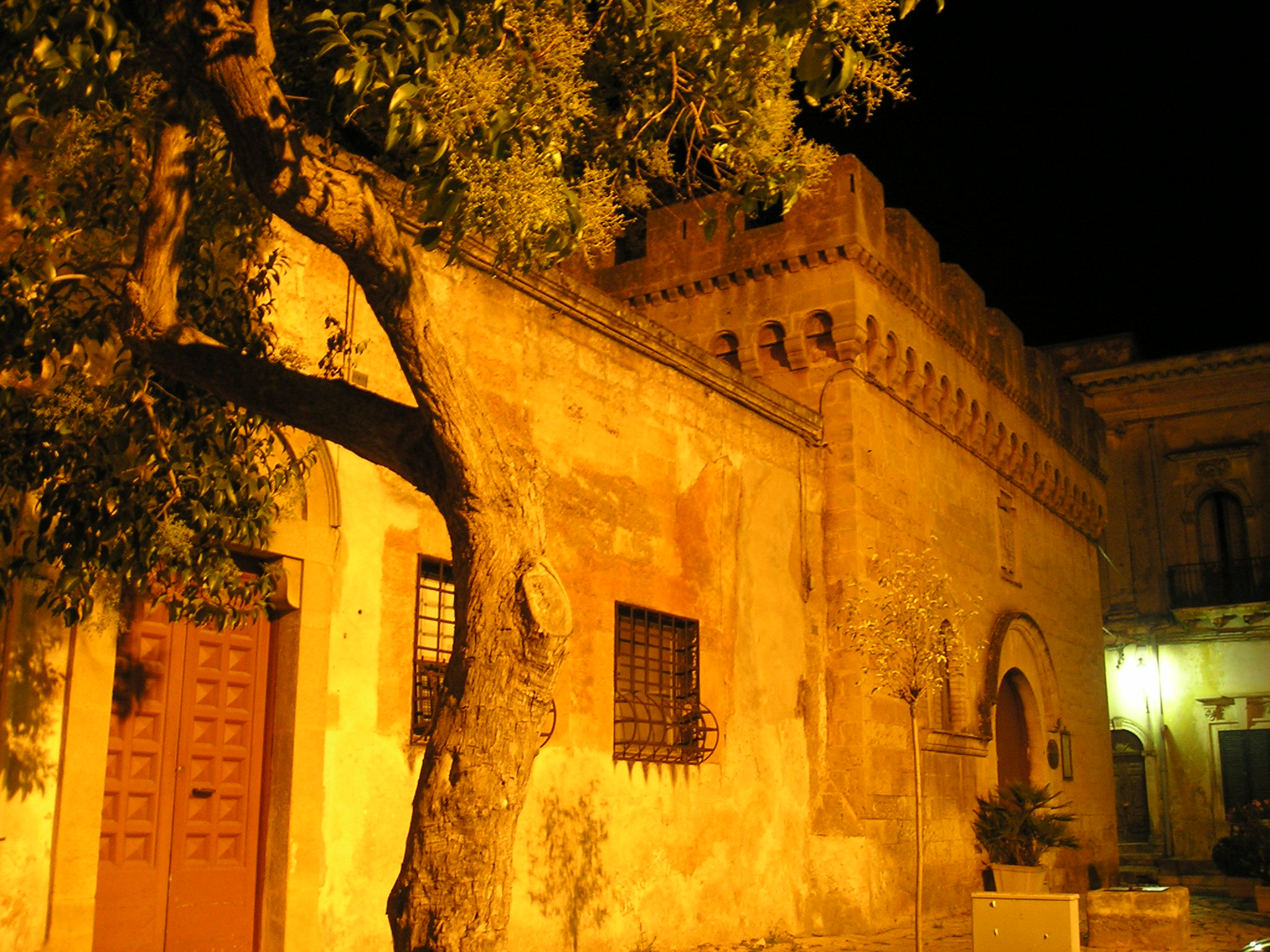
Nächtlicher Blick auf das Castello Dentice di Frasso

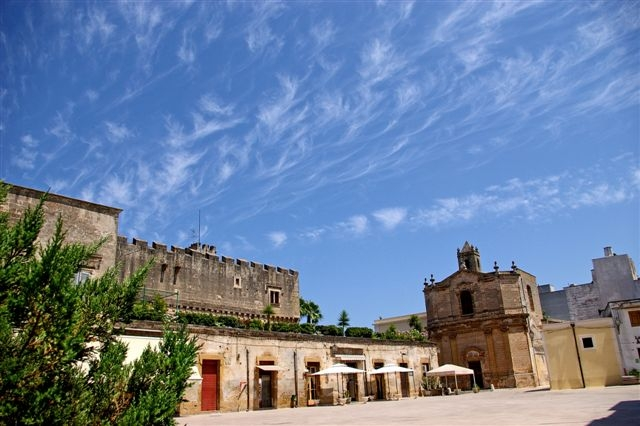
Der Dorfplatz von San Vito dei Normanni mit den Zinnen der Burg

Der Turm, der auf den Hauptplatz des Dorfes genau vor der Fassade des Gemeindehauses hinaus zeigt, hat guelfische Zinnen, Schießscharten und Abläufe; er erstreckt sich über drei Stockwerke. Er befand sich in einer strategisch günstigen Lage an der „Via Consolare“, die von Carovigno über die Siedlung San Vito dei Normanni bis zur Einmündung in die alte Straße nach Oria führte.
Im Erdgeschoss ist eine Kapelle mit dem heraldischen Wappen der Familie, das eine Zahnbrasse (it: Dentice) und das Motto „Noli me tangere“ (dt.: Rühr mich nicht an) zeigt, im ersten Obergeschoss liegt eine Vorratskammer und das zweite Obergeschoss diente als Gefängnis. Der ursprüngliche Zugang ging über eine Zugbrücke, die aus dem Fenster über der Tür zur Kapelle abgesenkt wurde.
Um den Turm herum gibt es einen breiten Innenhof, auf den die Residenz hinauszeigt, eine Konstruktion aus dem 16. Jahrhundert, die sich durch eine Reihe von Konsolen und eleganten, rechteckigen Fenstern auszeichnet. Der Eingang zu diesem Palast verläuft durch einen Rundbogen, unter dessen Kulminationspunkt das Wappen angebracht ist. Bemerkenswert ist auch die Steintreppe, die auf eine mit Säulen versehene Veranda führt, auf der drei Rundbögen ruhen. Im Inneren der Residenz sind über 30 dekorierte Räumlichkeiten (darunter einen Damen- und einen Herrensalon und einen Speisesaal), Gemälde, Jagdtrophäen und das historische Archiv erhalten, das kürzlich restauriert wurde.
Auch heute noch ist die Burg in privater Hand und Angehörige der Familie Dentice di Frasso wohnen darin.